# Adolf Tochtermann
Adolf Tochtermann (ur. 3 czerwca 1866 w Osówce, zm. 31 stycznia 1950 w Łodzi) – lekarz internista praktykujący w Łodzi.

## Biogram
Adolf Tochtermann był synem Henryka Leona (1823–1905), pastora w Płocku i Ossówce, starszym bratem Leona Tochtermanna, działacza niepodległościowego w Łodzi. Jego bratankiem był Adolf Tochterman.
W latach 1904–1939 był naczelnym lekarzem „Domu Miłosierdzia” (szpital ewangelicki) przy ul. Północnej 42 w Łodzi. W roku 1919 był członkiem sekcji do walki z gruźlicą w Wydziale Zdrowotności Publicznej Magistratu m. Łodzi, a w 1920 roku wiceprzewodniczącym Zarządu. W 1919 roku był członkiem Zarządu Ligi Przeciwgruźliczej w Łodzi z siedzibą przy ul. Przejazd (obecnie ul. J. Tuwima).
Należał do grona organizatorów szpitala psychiatrycznego w Kochanówce. W latach międzywojennych organizował parafię ewangelicko-reformowaną w Łodzi przy ul. Radwańskiej 33 i był członkiem komitetu budowy kościoła ewangelicko-reformowanego przy ul. Radwańskiej.
Adres w 1919 al. T. Kościuszki 49, w 1920 al. T. Kościuszki 53, a w 1937 roku ul. Piotrkowska 152.

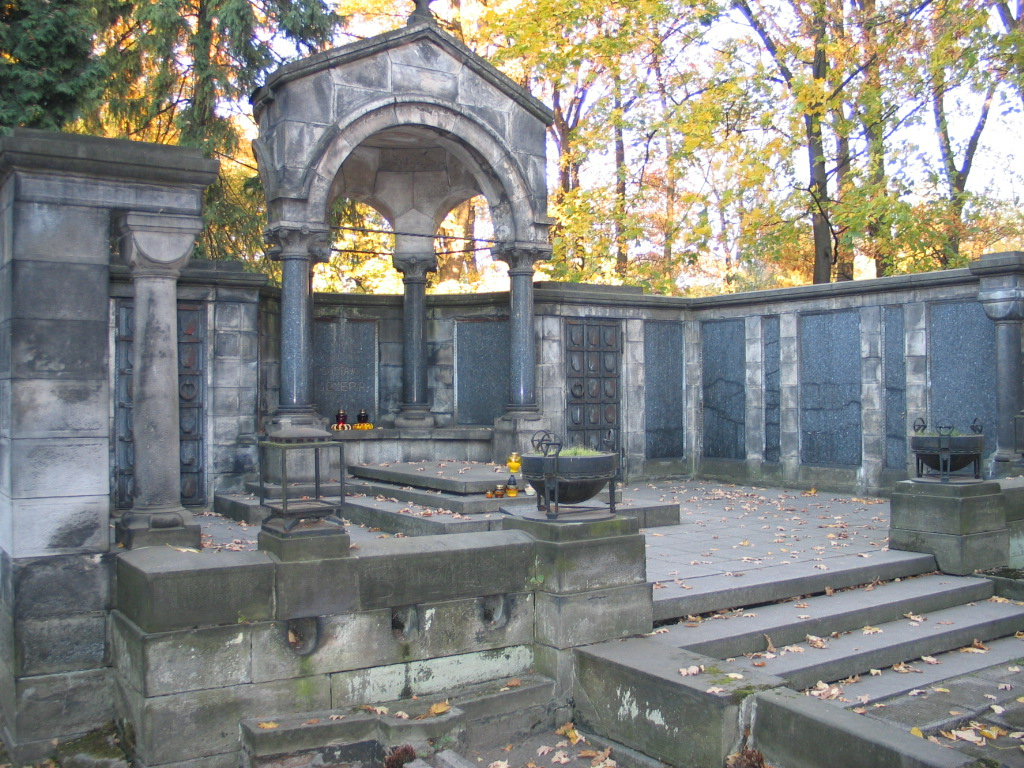
Grobowiec Geyerów

Był żonaty z Jadwigą z Geyerów, córką Gustawa Geyera seniora, pozostawił trzy córki oraz syna Tadeusza (1907–1989). Pochowany został z żoną w grobowcu rodziny Gustawa Geyera (L-2, 21) na Cmentarzu Starym w Łodzi przy ul. Ogrodowej w części ewangelickiej.

## Ordery i odznaczenia
- Złoty Krzyż Zasługi (24 lutego 1928)[10]